# Deidre Catt
Pour les articles homonymes, voir Catt.
Deidre Catt Keller (née le 4 juillet 1940), est une joueuse de tennis britannique des années 1960.

## Palmarès (partiel)

### Finales en double dames
| No | Date       | Nom et lieu du tournoi                         | Catégorie | Surface      | Vainqueures                      | Partenaire        | Score    |          |
| -- | ---------- | ---------------------------------------------- | --------- | ------------ | -------------------------------- | ----------------- | -------- | -------- |
| 1  | 08-08-1960 | Eastern Grass Court Championships South Orange |           | Gazon (ext.) | Karen Hantze Janet Hopps         | Ann Haydon        | 6-4, 6-3 | Parcours |
| 2  | 02-09-1960 | US National Championships Forest Hills         | G. Chelem | Gazon (ext.) | Maria Bueno Darlene Hard         | Ann Haydon        | 6-1, 6-1 | Parcours |
| 3  | 25-09-1961 | Pacific Coast Championships Berkeley           |           | Dur (ext.)   | Darlene Hard Ann Haydon          | Edda Buding       | 6-3, 6-2 | Parcours |
| 4  | 15-06-1964 | London Grass Court Championships Londres       |           | Gazon (ext.) | Ann Haydon-Jones Renee Schuurman | Elizabeth Starkie | 6-1, 6-3 | Parcours |

## Parcours en Grand Chelem (partiel)

### En simple dames
| Année | Championnat d'Australie | Championnat d'Australie | Internationaux de France | Internationaux de France | Wimbledon       | Wimbledon       | US National     | US National    |
| ----- | ----------------------- | ----------------------- | ------------------------ | ------------------------ | --------------- | --------------- | --------------- | -------------- |
| 1958  | -                       | -                       | -                        | -                        | 2e tour (1/32)  | Ruth Kaufmann   | -               | -              |
| 1959  | -                       | -                       | -                        | -                        | 2e tour (1/32)  | Mimi Arnold     | -               | -              |
| 1960  | -                       | -                       | -                        | -                        | 1er tour (1/64) | Zsuzsa Körmöczy | 3e tour (1/8)   | Darlene Hard   |
| 1961  | -                       | -                       | 3e tour (1/16)           | C. Mercelis              | 3e tour (1/16)  | Yola Ramírez    | 3e tour (1/8)   | Yola Ramírez   |
| 1962  | -                       | -                       | 3e tour (1/16)           | Jeanine Lieffrig         | 4e tour (1/8)   | Maria Bueno     | 3e tour (1/16)  | Maria Bueno    |
| 1963  | -                       | -                       | -                        | -                        | 2e tour (1/32)  | Renee Schuurman | 1/2 finale      | Margaret Smith |
| 1964  | -                       | -                       | 4e tour (1/8)            | Věra Suková              | 4e tour (1/8)   | Norma Baylon    | 1er tour (1/64) | Norma Baylon   |
| 1965  | 2e tour (1/16)          | Ruia Morrison           | -                        | -                        | -               | -               | -               | -              |

À droite du résultat, l’ultime adversaire.

### En double dames
| Année | Championnat d'Australie    | Championnat d'Australie   | Internationaux de France | Internationaux de France | Wimbledon                    | Wimbledon                  | US National US Open | US National US Open      |
| ----- | -------------------------- | ------------------------- | ------------------------ | ------------------------ | ---------------------------- | -------------------------- | ------------------- | ------------------------ |
| 1958  | -                          | -                         | -                        | -                        | 1er tour (1/32) Jenny Trewby | Janet Hopps Sally Moore    | -                   | -                        |
| 1959  | -                          | -                         | -                        | -                        | 2e tour (1/16) Jenny Trewby  | Jeanne Arth Darlene Hard   | -                   | -                        |
| 1960  | -                          | -                         | -                        | -                        | 1/4 de finale S. Armstrong   | Karen Hantze Janet Hopps   | Finale Ann Haydon   | Maria Bueno Darlene Hard |
| 1961  | -                          | -                         | 1/4 de finale Ann Haydon | S. Reynolds R. Schuurman | 2e tour (1/16) A. Mortimer   | S. Reynolds R. Schuurman   | -                   | -                        |
| 1962  | -                          | -                         | 1/4 de finale E. Starkie | S. Reynolds R. Schuurman | 1er tour (1/32) E. Starkie   | Edda Buding A. Mortimer    | -                   | -                        |
| 1963  | -                          | -                         | -                        | -                        | 3e tour (1/8) E. Starkie     | Ann Haydon R. Schuurman    | -                   | -                        |
| 1964  | -                          | -                         | 1/4 de finale E. Starkie | Maria Bueno Robyn Ebbern | 3e tour (1/8) E. Starkie     | Rita Bentley Virginia Wade | -                   | -                        |
| 1965  | 2e tour (1/8) C. Truman    | Helen Gourlay K. Melville | -                        | -                        | -                            | -                          | -                   | -                        |
| 1968  | 2e tour (1/8) Helen Fraser | K. Krantzcke K. Melville  | -                        | -                        | -                            | -                          | -                   | -                        |

Sous le résultat, la partenaire ; à droite, l’ultime équipe adverse.

### En double mixte
| Année | Championnat d'Australie     | Championnat d'Australie    | Internationaux de France    | Internationaux de France  | Wimbledon                    | Wimbledon                   | US National                 | US National              |
| ----- | --------------------------- | -------------------------- | --------------------------- | ------------------------- | ---------------------------- | --------------------------- | --------------------------- | ------------------------ |
| 1960  | -                           | -                          | -                           | -                         | 1er tour (1/64) Colin Hannam | Viola White David Samaai    | -                           | -                        |
| 1961  | -                           | -                          | 1/4 de finale Mike Sangster | Jan Lehane Bob Hewitt     | 3e tour (1/16) Mike Sangster | C. Coronado J. E. Mandarino | -                           | -                        |
| 1962  | -                           | -                          | 1/4 de finale Mike Sangster | R. Schuurman Robert Howe  | 1/4 de finale Mike Sangster  | Maria Bueno Robert Howe     | -                           | -                        |
| 1963  | -                           | -                          | -                           | -                         | 3e tour (1/16) Mike Sangster | Heather Segal Donald Dell   | -                           | -                        |
| 1964  | -                           | -                          | 1/4 de finale Mike Sangster | Lesley Turner Fred Stolle | 1/4 de finale John Keller    | M. Smith Ken Fletcher       | 1er tour (1/16) John Keller | Rosie Casals G. Seewagen |
| 1965  | 2e tour (1/16) Will Coghlan | Schildknecht Geoff Pollard | -                           | -                         | -                            | -                           | -                           | -                        |

Sous le résultat, le partenaire ; à droite, l’ultime équipe adverse.

## Parcours en Coupe de la Fédération
| #                                                                                | Date       | Lieu         | Surface      | Gagnante(s)                      | Perdante(s)                      | Score         |          |
|                                                                                  |            |              |              |                                  |                                  |               |          |
| 1963 - 1/4 de finale (groupe mondial) - Grande-Bretagne - Autriche - 3 : 0       |            |              |              |                                  |                                  |               |          |
| 1                                                                                | 18/06/1963 | Londres      | Herbe (ext.) | Deidre Catt                      | Andrea Winkler                   | 6-2, 6-3      | Parcours |
|                                                                                  |            |              |              |                                  |                                  |               |          |
| 1964 - 2e tour (groupe mondial) - Norvège - Grande-Bretagne - 0 : 3              |            |              |              |                                  |                                  |               |          |
| 2                                                                                | 02/09/1964 | Philadelphie | Herbe (ext.) | Deidre Catt                      | Kirsten Robsahm                  | 6-0, 10-8     | Parcours |
| 2                                                                                | 02/09/1964 | Philadelphie | Herbe (ext.) | Deidre Catt Ann Haydon-Jones     | Liv Hubert Kirsten Robsahm       | 6-2, 6-2      | Parcours |
|                                                                                  |            |              |              |                                  |                                  |               |          |
| 1964 - 1/4 de finale (groupe mondial) - Afrique du Sud - Grande-Bretagne - 1 : 2 |            |              |              |                                  |                                  |               |          |
| 3                                                                                | 03/09/1964 | Philadelphie | Herbe (ext.) | Deidre Catt                      | Glenda Swan                      | 6-3, 6-1      | Parcours |
| 3                                                                                | 03/09/1964 | Philadelphie | Herbe (ext.) | Deidre Catt Ann Haydon-Jones     | Glenda Swan Annette Van Zyl      | 7-5, 8-6      | Parcours |
|                                                                                  |            |              |              |                                  |                                  |               |          |
| 1964 - 1/2 finale (groupe mondial) - États-Unis - Grande-Bretagne - 3 : 0        |            |              |              |                                  |                                  |               |          |
| 4                                                                                | 04/09/1964 | Philadelphie | Herbe (ext.) | Nancy Richey                     | Deidre Catt                      | 6-4, 6-3      | Parcours |
| 4                                                                                | 04/09/1964 | Philadelphie | Herbe (ext.) | Billie Jean Moffitt Karen Susman | Deidre Catt Ann Haydon-Jones     | 6-1, 6-3      | Parcours |
|                                                                                  |            |              |              |                                  |                                  |               |          |
| 1965 - 1/4 de finale (groupe mondial) - Grande-Bretagne - Afrique du Sud - 2 : 1 |            |              |              |                                  |                                  |               |          |
| 5                                                                                | 16/01/1965 | Melbourne    | Herbe (ext.) | Ann Haydon-Jones Deidre Catt     | Annette Van Zyl Bernice Vukovich | 3-6, 6-3, 6-4 | Parcours |